# 布伊拉陶國家公園
51°20′N 73°20′E / 51.333°N 73.333°E
布伊拉陶國家公園是哈薩克的國家公園，位於該國東北部，橫跨阿克莫拉州和卡拉干達州，處於首都努爾-蘇丹以東約60公里，成立於2011年，面積890平方公里，